# ورتن (آرکانزاس)
ورتن (به انگلیسی: Worthen) یک منطقهٔ مسکونی در ایالات متحده آمریکا است که در شهرستان پوپ، آرکانزاس واقع شده‌است. ورتن ۱۲۰ متر بالاتر از سطح دریا واقع شده‌است.